# Återst-Kroksjön
Återst-Kroksjön är en sjö i Kramfors kommun i Ångermanland och ingår i Ångermanälvens huvudavrinningsområde. Sjön har en area på 0,137 kvadratkilometer och ligger 338,7 meter över havet. Sjön avvattnas av vattendraget Kroksjöbäcken.

## Delavrinningsområde
Återst-Kroksjön ingår i det delavrinningsområde (698405-157551) som SMHI kallar för Utloppet av Återst-Kroksjön. Medelhöjden är 368 meter över havet och ytan är 1,82 kvadratkilometer. Räknas de 4 avrinningsområdena uppströms in blir den ackumulerade arean 9,59 kvadratkilometer. Kroksjöbäcken som avvattnar avrinningsområdet har biflödesordning 4, vilket innebär att vattnet flödar genom totalt 4 vattendrag innan det når havet efter 115 kilometer. Avrinningsområdet består mestadels av skog (87 procent). Avrinningsområdet har 0,14 kvadratkilometer vattenytor vilket ger det en sjöprocent på 7,5 procent.